# Rex Kyōryū Monogatari
Rex Kyōryū Monogatari, traducida como "La historia del dinosaurio Rex". Esta historia parece ser la única nunca escrita por CLAMP, ya que lo fue por Ken Hamatsa. Fue dibujada por CLAMP y serializada en la revista shōjo de la editorial Kadokawa Shoten: Asuka, en 1993, recopilada en un solo tomo bajo el sello de Asuka Comics DX. En España ha sido publicado por Norma Editorial.

## Historia
Esta tierna y dulce historia muestra a Chie, una niña con padres maravillosos: su padre es arqueólogo y vive con ella en Hokkaidō, y su madre es una gran científica que trabaja en Estados Unidos. Durante una excavación local en una cueva, Chie y su padre descubren huevos de Tiranosaurios, ¡y uno de ellos está a punto de nacer! La pequeña muchacha hará todo lo posible para poder proteger a Rex (el dinosaurio bebé recién nacido) de los que desean experimentar con él.
- Datos: Q1405721